# Rube-Goldberg-Maschine

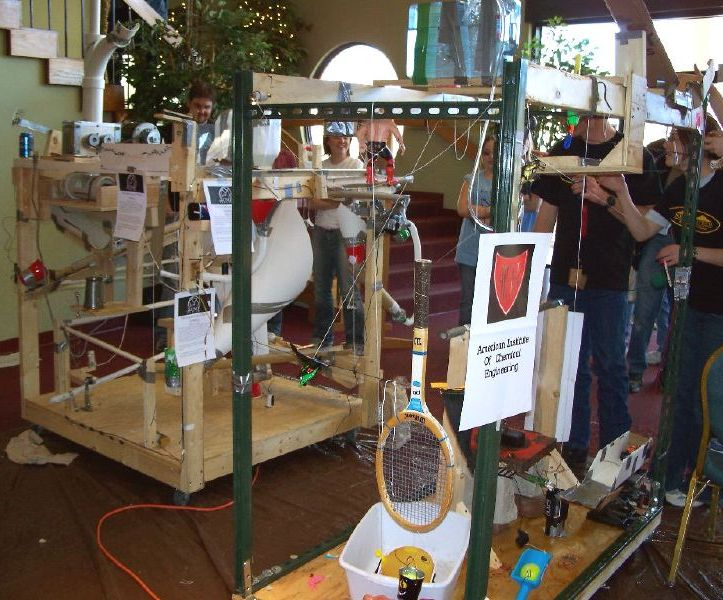
Eine Rube-Goldberg-Maschine

Eine Rube-Goldberg-Maschine ist eine Nonsens-Maschine, die eine bestimmte Aufgabe absichtlich in zahlreichen unnötigen und komplizierten Einzelschritten ausführt. Dies hat keinen praktischen Nutzen, sondern soll bei der Beobachtung Vergnügen bereiten. Damit zählen Rube-Goldberg-Maschinen zu den physikalischen Spielzeugen.

## Name

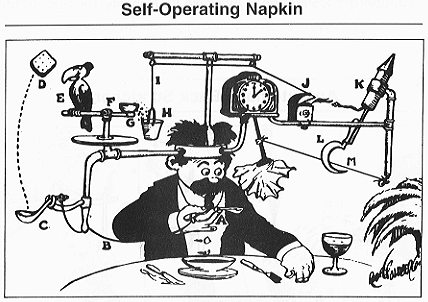
Professor Lucifers automatische Serviette

Der Ausdruck Rube-Goldberg-Maschine geht auf den US-amerikanischen Cartoonisten Reuben „Rube“ L. Goldberg zurück, der Comics über einen Professor Lucifer Gorgonzola Butts zeichnete, der unnötig komplizierte Maschinen konstruierte. Der Name Rube-Goldberg-Maschine taucht 1931 erstmals schriftlich auf.

## Abgrenzung und Ähnlichkeiten mit anderen Künstlern
Von „Unsinns-Maschinen“ oder kinetischer Kunst wie der Weltmaschine des Franz Gsellmann oder der Maschinen von Jean Tinguely unterscheidet sich die Rube-Goldberg-Maschine dadurch, dass sie eine bestimmte Aufgabe konsequent, wenn auch auf äußerst umständliche Art und Weise, erledigt. Hierin weisen seine Entwürfe starke Ähnlichkeiten mit denen des Briten Heath Robinson auf.

## Ähnliche Apparate
- Im Deutschen ist diese Art von Maschine auch als Was-passiert-dann-Maschine oder Kettenreaktionsmaschine bekannt.
- Der Begriff Heath Robinson Contraption, benannt nach den fantastischen Comic-Maschinen des britischen Zeichners William Heath Robinson, hat eine ähnliche Bedeutung, ist aber vor der Rube-Goldberg-Maschine datiert, mit Ursprung im Vereinigten Königreich im Jahr 1912.
- In Frankreich wird eine ähnliche Maschine usine à gaz, oder ‚Gas-Werk‘ genannt, was ein sehr komplexes Werk mit überall verlaufenden Leitungen andeutet. Heutzutage vor allem unter Programmierern gebräuchlich, um ein komplexes Programm zu bezeichnen, auch im Journalismus für eine verwirrende Rechtslage.
- In Dänemark nennt man sie Storm P Maskiner ‚Storm-P-Maschinen‘, nach dem dänischen Karikaturisten Robert Storm Petersen.
- In Spanien sind Geräte ähnlich wie die Goldberg-Maschinen bekannt als Inventos del TBO (tebeo), benannt nach denen, die Zeichner Ramón Sabatés für einen Abschnitt im Magazin TBO erfunden und gezeichnet hat, angeblich von einem Professor Franz aus Kopenhagen entwickelt.
- In der Türkei sind diese Geräte bekannt als Zihni Sinir Proceleri, angeblich erfunden von einem bestimmten Prof. Zihni Sinir (‚mürrischer Kopf‘), ein neugieriger Wissenschaftler gezeichnet von Irfan Sayar im Jahr 1977 für die Comic-Zeitschrift Gırgır.
- In Japan werden sie ‚pythagoräische Geräte‘ oder ‚Pythagoras-Schalter‘ genannt. PythagoraSwitch (japanisch ピタゴラスイッチ, Pitagora Suicchi) ist der Name einer TV-Show mit solchen Geräten.
- In Bengalen verwendet der Humorist und Kinderbuch-Autor Sukumar Ray in seinem Gedicht Abol tabol („Unsinn“) eine Figur (Onkel) mit einer Rube-Goldberg-Maschine, genannt Onkel’s contraption. Dieses Wort steht in Bengalisch umgangssprachlich für ein komplexes und nutzloses Objekt.
- Das Sams aus den Kinderbüchern von Paul Maar konstruiert aus alltäglichen Gegenständen eine komplizierte „Knackwurstbringanlage“, damit Herr Taschenbier nicht aus dem Bett aufstehen muss.

## Weitere Rezeption des Themas
- In der Sesamstraße wurde ein offenbar funktionierendes System nach diesem Prinzip für Kinder vorgeführt.
- Ein weiteres Phänomen besteht im Zusammenhang mit der japanischen Kunst der hypothetisch nützlichen, aber unbrauchbaren Vehikel namens Chindōgu.
- Mehrere Kunstwerke von Tim Hawkinson enthalten komplexe Geräte, die in der Regel verwendet werden, um abstrakte Kunst oder Musik zu machen. Viele von ihnen basieren auf der Zufälligkeit von anderen Geräten (wie einem Spielautomaten) und sind abhängig von ihnen, um einige untergeordnete Effekte zu erzeugen.

- Auch in Tom und Jerry wird das Thema aufgegriffen, etwa in der Episode Designs on Jerry von 1953.
- Der norwegische Zeichner und Erzähler Kjell Aukrust kreierte eine Zeichentrickfigur namens Reodor Felgen, die ständig komplexe Maschinen erfindet. Auch wenn sie oft aus sehr merkwürdigen Teilen gebaut sind, funktionieren sie immer sehr gut. Felgen brilliert auch als Erfinder eines sehr mächtigen, aber allzu komplexen Autos, Il Tempo Gigante, in dem von Ivo Caprino animierten Puppentrickfilm Flåklypa Grand Prix (1975).
- In der Filmreihe Zurück in die Zukunft entwickelt „Doc“ Brown immer wieder komplexe Maschinen. Die Anfangssequenz im ersten Teil Zurück in die Zukunft von 1985 zeigt eine sehr komplexe Maschine zum Öffnen von Hundefutterdosen, um den Haushund „Einstein“ während der Abwesenheit von Doc automatisch mit Futter zu versorgen.
- Das Schweizer Künstler-Duo Peter Fischli und David Weiss hat eigene Arbeiten zu diesem Thema geschaffen. Bekannt geworden ist besonders ihr Film Der Lauf der Dinge aus dem Jahr 1987.
- Als Running Gag in dem skurrilen französischen Spielfilm Delicatessen von Jean-Pierre Jeunet und Marc Caro aus dem Jahr 1991 versucht eine der Figuren Tag für Tag vergeblich, mittels einer immer wieder neu konstruierten grotesken Apparatur ihrem Leben ein Ende zu bereiten.
- Verarbeitet wurde das Thema auch in mehreren Computerspielen, im Besonderen The Incredible Machine (Sierra 1993) und Crazy Machines (FAKT/Pepper Games 2004).
- Der 2003 fertiggestellte TV-Spot Cog für den Honda Accord enthält eine etwa zwei Minuten lange Sequenz sich gegenseitig aktivierender Autoteile. Die Sequenz wurde authentisch gedreht und ist aus zwei Schnitten zusammengesetzt.[2]
- 2008 entwickelte der Künstler Christoph Korn eine Serie von digital basierten „NON Maschinen“. Diese Maschinen sind einfache, mitunter redundante Anwendungsprogramme, die die Aufmerksamkeit auf Aspekte wie Verlangsamung, Entnetzung, Wissensentzug, Agrammatikalität, Nicht-Funktionalität lenken.[3]
- Die US-amerikanische Rock-Band OK Go inszenierte 2010 das Video für ihren Song This Too Shall Pass als monumentale Rube-Goldberg-Maschine[4]